# Ostarriraja
Ostarriraja ist eine ausgestorbene Gattung von Rochen aus der Ordnung der Rajiformes. Die einzige bekannte Art der bislang monotypischen Gattung ist Ostarriraja parva aus dem Mittleren Burdigalium (Unteres Miozän, Ottnangium nach der regionalen Stratigraphie der Zentralen Paratethys, vor etwa 18 Millionen Jahren) von Rainbach im Innkreis in Oberösterreich. Ostarriraja gilt als einer der ältesten und basalsten Vertreter der Rajiformes von dem mehr als nur einige Einzelzähne bekannt sind.

## Etymologie und Forschungsgeschichte
Der Gattungsname setzt sich zusammen aus „Ostarri-“, nach „Ostarrîchi“, der ältesten urkundlich erwähnten Bezeichnung für Österreich und dem lateinischen „raja“ („Rochen“). Der Artzusatz „parva“ (Latein; Femininum von „parvus“: „klein“) bezieht sich auf die geringe Größe des Holotypus. Der Artname lässt sich dementsprechend sinngemäß in etwa mit „Kleiner Österreich-Rochen“ übersetzen.
Der Holotypus und bislang einzige Fossilbeleg ist ein nahezu vollständiges und artikuliertes (in anatomischem Zusammenhang stehendes) Skelett aus marinen Ablagerungen des nordalpinen Molassebeckens. Das Originalfossil liegt als Platte und Gegenplatte vor und wird am Naturhistorischen Museum Wien unter der Inventarnummer NHMW 2005z0283/0097a+b aufbewahrt.
Das Fossil wurde bereits 1973 von Ortwin Schultz als möglicher Vertreter der Gattung Dasyatis (Dasyatis (?) sp.) innerhalb der Familie der Stechrochen (Dasyatidae) beschrieben. Als Dasyatis sp. wird das Fossil auch im Catalogus Fossilium Austriae gelistet und abgebildet.
2018 erfolgte durch Giuseppe Marramá, Ortwin Schultz und Jürgen Kriwet eine Neubeschreibung des Fossils. Diese Beschreibung auf Basis von moderneren Untersuchungsmethoden führte zu einer Neubewertung des Fossils und der Etablierung der Gattung Ostarriraja. Dabei kamen insbesondere morphologische Untersuchungen des Fossils unter UV-Licht, welches eine deutlichere Unterscheidung von Fossil und Gesteinsmatrix ermöglicht, und rasterelektronenmikroskopische Analysen der Bezahnung zum Einsatz. Das Fossil wurde den Ergebnissen entsprechend nicht mehr als Stechrochen (Dasyatidae), sondern als urtümlicher Vertreter der Rajiformes interpretiert.

## Fossilbeleg
Der Holotypus zeigt ein sehr kleines Individuum, das zu Lebzeiten wohl nur eine Gesamtlänge von 12–14 cm erreicht haben dürfte. Das Belegexemplar liegt mit dem Rücken (dorsal) im Gestein eingebettet und mit der Bauchseite (ventral) frei. Hinweise auf Klaspern sind trotz des guten Erhaltungszustandes nicht erkennbar. Die Morphologie der Zähne und die noch unvollständige Verkalkung einzelner Elemente des Knorpelskeletts sind weitere Hinweise darauf, dass es sich wahrscheinlich um die Überreste eines juvenilen bis maximal subadulten Weibchens handelt.
Die Schnauzenspitze und die distalen Radialia der Brustflossen sind nicht erhalten, so dass sich die genaue Form der Körperscheibe aus Schädel, Rumpf und Brustflossen nicht mehr rekonstruieren lässt. Die Schwanzspitze fehlt ebenfalls und dementsprechend liegen auch keine Informationen über Anzahl und Form der Rückenflossen vor.

## Merkmale

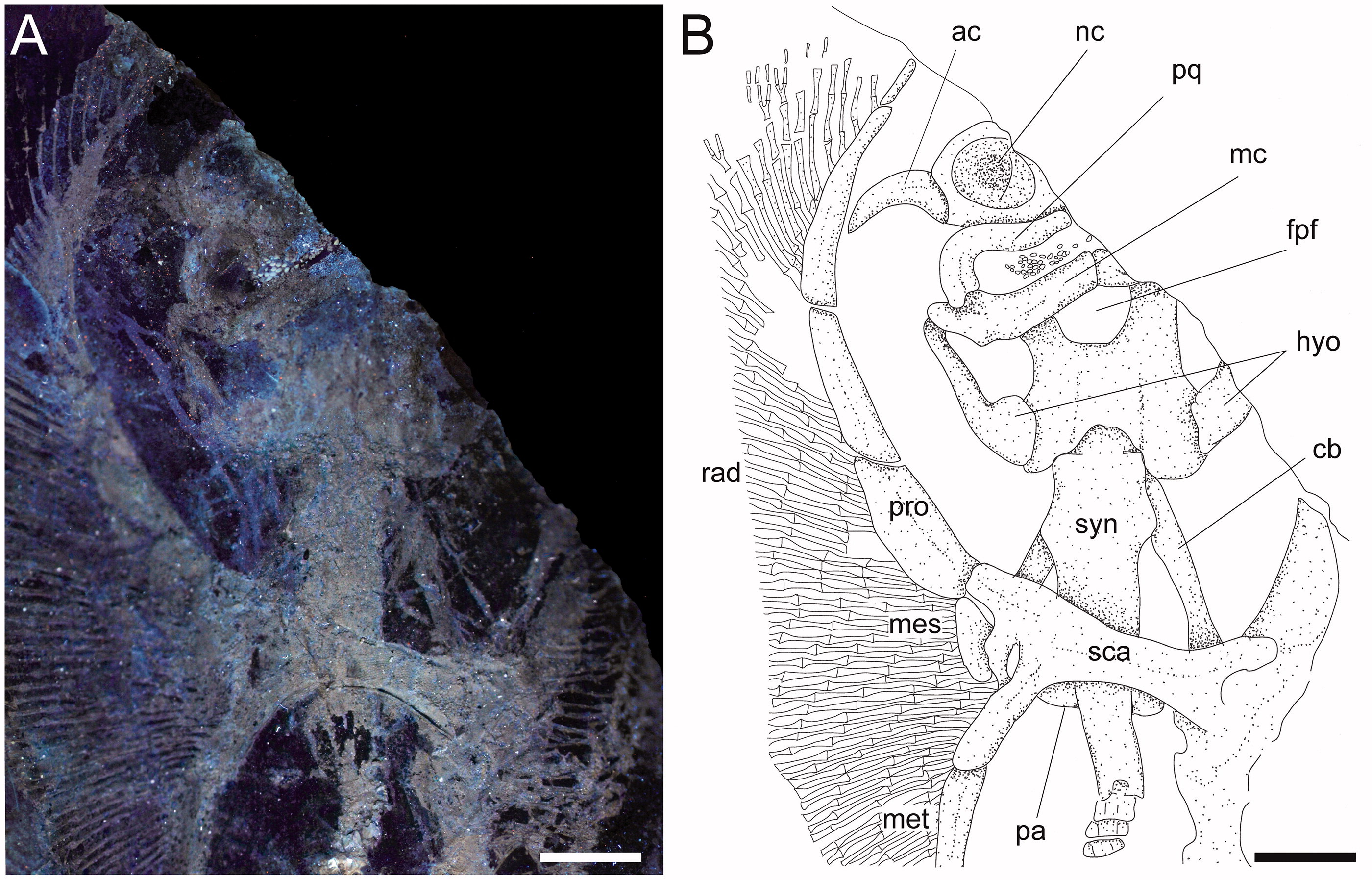
Detailaufnahme von Schädel und Schultergürtel des Holotypus unter UV-Licht und Interpretationsskizze

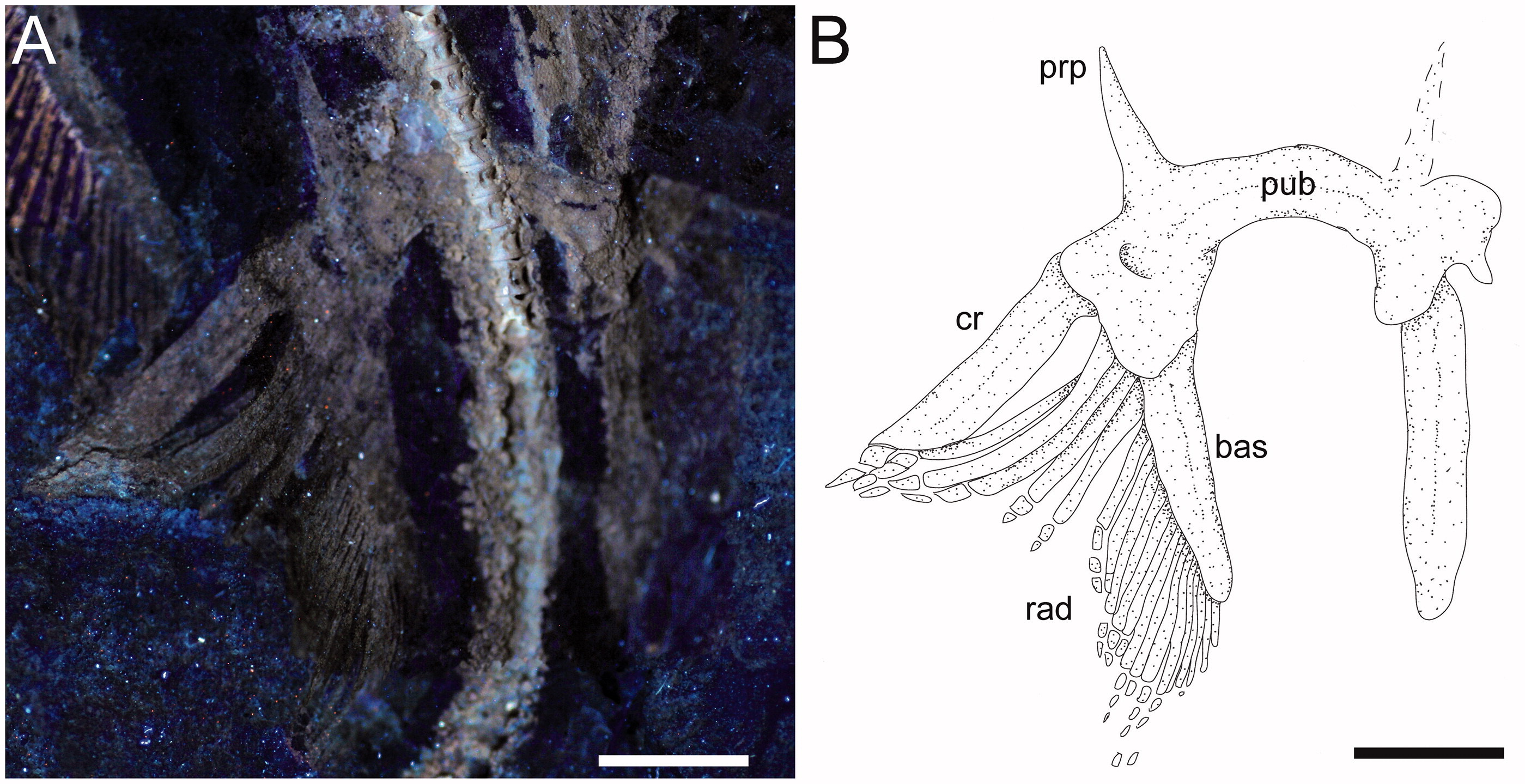
Detailaufnahme von Beckengürtel und Bauchflossen des Holotypus unter UV-Licht und Interpretationsskizze

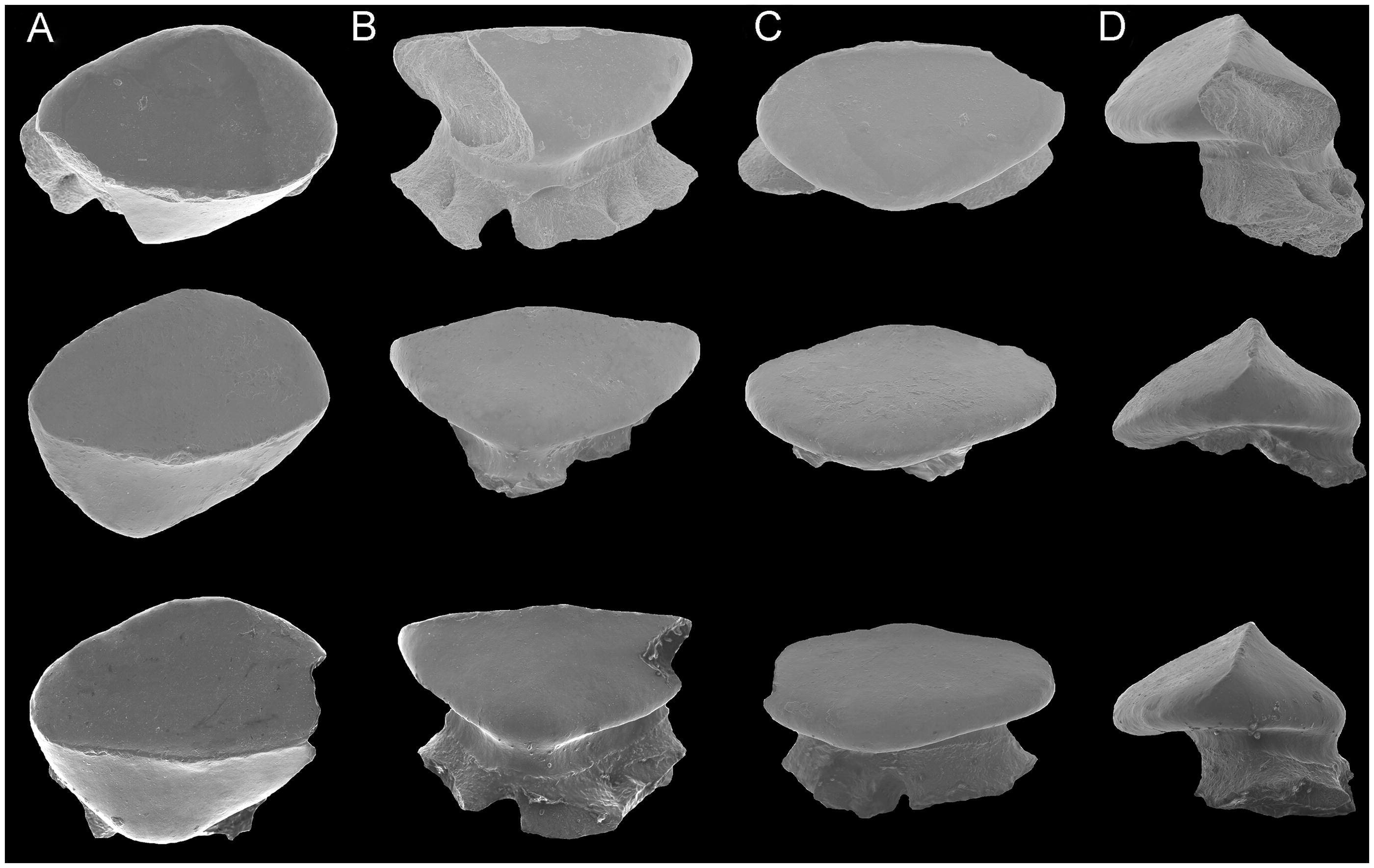
REM-Aufnahmen von drei Einzelzähnen in unterschiedlicher Ansicht

(Im Text verwendete Abkürzungen in Klammer beziehen sich auf die Abbildungen rechts)
Die Neuanalyse des Fossils durch Marramá et al. hat einige anatomische Merkmale aufgezeigt, die eine Zugehörigkeit zu den Stechrochenartigen (Myliobatiformes) ausschließen. Ein sägezahnbewehrter Stachel im Schwanzbereich fehlt. Ein Synarcuale („syn“), ein Abschnitt der Wirbelsäule, bei dem die einzelnen Wirbelkörper durch eine röhrenförmige Knorpelkapsel miteinander verschmolzen sind, ist im Bereich zwischen dem Neurocranium und bis über den Schultergürtel hinaus vorhanden („cervicothorakales Synarcuale“), ein zweites Synarcuale im Übergangsbereich zwischen Brust- und Lendenwirbeln („thorakolumbales Synarcuale“) fehlt hingegen. Die Anordnung der drei großen basalen Knorpelstücke der Brustflosse, Propterygium („pro“), Mesopterygium („mes“) und Metapterygium („met“) unterscheidet sich ebenfalls von jener der Stechrochenartigen. Der Abstand zwischen den Gelenkansatzstellen am Schultergürtel („Scapulocoracoid“; „sca“) für Pro- und Mesopterygium ist kürzer als jener zwischen den Ansatzstellen für Meso- und Metapterygium; bei den Stechrochenartigen sind die Verhältnisse umgekehrt. Das Suprascapulare scheint dorsal mit dem Synarcuale verschmolzen zu sein („pa“).
Die Brustflossen werden von etwa 86 Radialia („rad“) gestützt. Davon gehen 33 vom Propterygium, 10 vom Mesopterygium und 32 vom Metapterygium aus. Etwa 11 Radialia sind zwischen Meso- und Metapterygium direkt mit dem Scapulocoracoid verbunden; ein Merkmal, das typischerweise bei den Rajiformes, der Sägerochen-Gattung Pristis, der Gattung Zanobatus und den Gitarrenrochen auftritt. Die Nasenkapseln („nc“) sind breit und oval. Der Antorbitalknorpel („ac“) ist massiv, bogenförmig und unverzweigt. Er stellt eine direkt Verbindung zwischen Nasenkapsel und Propterygium („pro“) her.
Der spangenförmige Beckengürtel („pub“) weist anterior zwei lange, stachelförmige Fortsätze („prp“) auf. Die langen Basipterygia („bas“) gelenken posterior und außen liegend am Beckengürtel. Die Bauchflossen werden von etwa 20–21 Radialia („rad“) gestützt und sind deutlich zweilappig. Der vordere Bereich wird durch einen Stab aus miteinander verschmolzenen Radialia („cr“) und die vordersten 3–4 Radialia welche direkt am Beckengürtel ansetzen, gestützt. Die stabförmig miteinander verschmolzenen Radialia sind dabei der Reihe mit den distalen Segmenten der einzelnen Radialia verbunden. Der hintere Bereich wird von einzelnen, vom Basipterygium ausgehenden, Radialia gestützt. Eine Lücke zwischen den beiden Lappen der Bauchflossen scheint jedoch nicht vorhanden zu sein.
Die Anzahl der prädorsalen (vor der ersten Rückenflosse liegenden) Wirbel lässt sich durch das Fehlen der Schwanzspitze nur abschätzen, dürfte mit 65–70 Stück jedoch eher niedrig sein. Rippen sind nicht vorhanden. Der lange und kräftige Schwanz selbst zeigt dorsal mindestens drei Längsreihen von zu kreuzförmigen Dornen umgewandelten Placoidschuppen. Die Körperscheibe scheint dagegen, zumindest bauchseitig, keine Placoidschuppen aufzuweisen.

### Bezahnung
Die Zähne von Ostarriraja sind klein und in mehreren Reihen angeordnet. Die Zahnkronen zeigen in okklusaler Ansicht einen semi-ovalen Umriss mit einem maximalen Durchmesser von etwa 0,4–0,5 mm. Der labiale Rand der Krone ist gleichmäßig bogenförmig, der linguale Rand weist hingegen mittig einen kleinen, höckerartigen Vorsprung auf. Labial- und Lingualseite der Zahnkrone werden von einer deutlichen, bogenförmigen Schneidkante getrennt, die über eine nur schwach ausgeprägte, annähernd mittig liegende, konusförmige Spitze verläuft. Eine zusätzliche Schneidkante an der Labialseite der Krone ist nicht vorhanden.
Die Zähne sind holaulacorhizid, das heißt, die Gefäßversorgung erfolgt über zahlreiche kleine Öffnungen (Foramina), die in einer Mediangrube der Zahnwurzel konzentriert sind. Die Zahnwurzeln selbst werden durch die Mediangrube in zwei ungleiche Loben geteilt und erreichen annähernd die Breite der Krone. Die Zähne von Ostarriraja sind eher dazu geeignet Nahrung zu zerquetschen, als ein Beutetier zu fixieren („Quetschgebiss“, „crushing-type dentition“).

## Systematik
Die innere Systematik auch der Rochen (Batoidea) ist noch keineswegs abschließend geklärt. Das gilt insbesondere auch für deren fossile Vertreter, für die naturgemäß nur morphologische aber keine molekulargenetischen Daten vorliegen. Zudem beschränken sich Fossilbelege aufgrund des weitgehend knorpeligen Skeletts meist auf einzelne Zähne oder Placoidschuppen. Fossilfunde von nahezu vollständigen Skeletten, wie im Falle von Ostarriraja, sind selten und liefern dementsprechend wertvolle Erkenntnisse zu Stammesgeschichte der Rochen.
Marramá und Koautoren identifizieren bei Ostarriraja mehrere Merkmale, die eine Zuordnung zu den Rajiformes rechtfertigen; insbesondere die breiten und ovalen Nasenkapseln, das mit dem Synarcuale verschmolzene Suprascapulare und die Verbindung zwischen den stabförmig miteinander verschmolzenen Radialia mit den distalen Segmenten der Einzelradialia des vorderen Lobus der Bauchflossen. Die Gesamtheit der Merkmale lässt nach Ansicht der Autoren jedoch keine Zuordnung zu einer bestimmten Teilklade der Rajiformes zu und Ostarriraja wird als basaler Vertreter mit unklarer systematischer Stellung (incertae sedis) innerhalb der Ordnung interpretiert.
Im Rahmen der Erstbeschreibung der Gattung Ostarriraja wurden auch zwei weitere, fast vollständig erhaltene fossile Taxa, Rajorhina und Cyclobatis, neu bewertet. Beide Gattungen stammen aus den Fossillagerstätten von Haqel und Hjoula aus der Oberkreide (Cenomanium) des Libanon und sind damit wesentlich älter als Ostarriraja. Sowohl Rajorhina als auch Cyclobatis werden häufig den Rajiformes zugerechnet, obwohl die Zuordnung nicht unumstritten ist.
Für Rajorhina verweisen die Autoren unter anderem auf den abweichenden Aufbau der Bauchflossen (keine Gliederung in zwei Flossenloben, kein Kontakt der stabförmig verschmolzenen Radialia mit den distalen Segmenten der Einzelradialia, Fehlen von Einzelradialia die direkt am Beckengürtel und nicht nur an den Basipterygia ansetzen), das Fehlen von langen, stachelförmigen Fortsätzen am Beckengürtel, den unterschiedlichen Bauplan der Zahnwurzeln und das eindeutige Vorhandensein von Rippen um die Gattung in die Ordnung der Rhinopristiformes zu stellen.
Die Gattung Cyclobatis ist mit mehreren Arten und einigen gut erhaltenen Fossilbelegen bekannt. Sie zeigt zwar die typische Zweiteilung der Bauchflossen und auch deutliche stachelförmige Fortsätze am Beckengürtel, jedoch auch markante Unterschiede im Bereich des Schädelskeletts und des Schultergürtels. Ein Antorbitalknorpel ist nicht vorhanden und die Nasenkapseln stehen in direktem Kontakt mit dem Propterygium. Zudem ist das Suprascapulare nicht mit dem Synarcuale verbunden, wie bei den Rajiformes, sondern mit den Neuralbögen der Wirbel hinter dem Synarcuale. Letzteres Merkmal spricht eher für eine Verwandtschaft mit den Sägerochen (Pristidae) oder den Zitterrochenartigen (Torpediniformes).
Nach Ansicht von Marramá et al. ist Ostarriraja damit der bislang älteste Fossilbeleg für den sich auf Basis eines fast vollständigen Skeletts eine Zuordnung zu den Rajiformes nachweisen lässt. Funde von Einzelzähnen deuten allerdings darauf hin, dass die Stammesgeschichte der Ordnung zumindest bis ins Maastrichtium zurückverfolgt werden kann.

## Palökologie

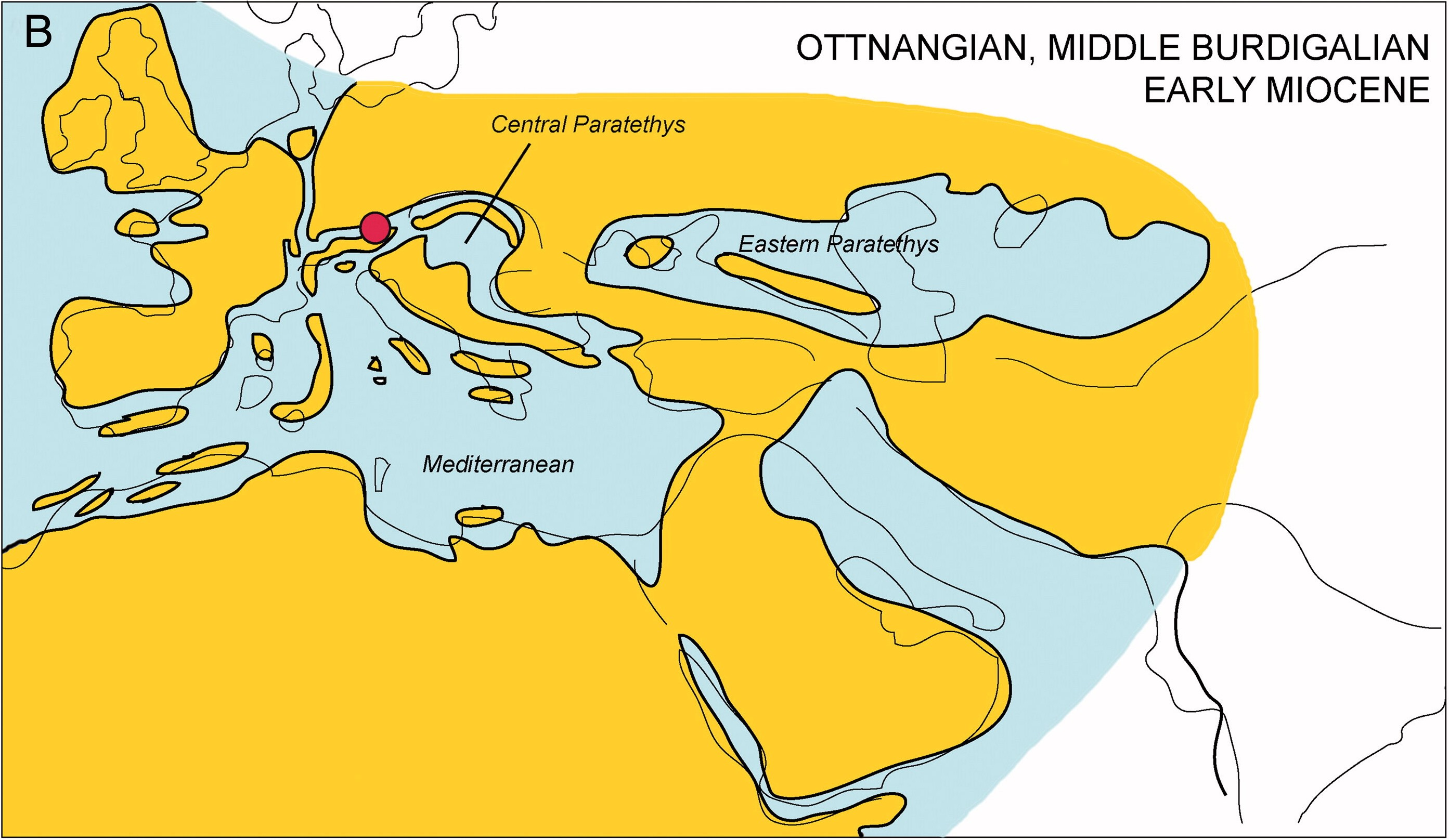
Paläogeographische Kartenskizze des Mediterranraums während des Ottnangiums. Der rote Punkt markiert die ungefähre Lage des Fundortes von Ostarriraja

Die marinen Sedimente des Ottnangium von Rainbach im Innkreis wurden im Bereich des nordalpinen Molassebeckens am nördlichen Rand der Zentralen Paratethys abgelagert. Zu dieser Zeit war das Östliche Paratethys-Becken bereits isoliert und auch die Verbindung zwischen Mittelmeer und Indischem Ozean war abgeschnitten. Es existierten allerdings noch Meeresstraßen die eine Verbindung zwischen Zentraler Paratethys und dem Mittelmeer herstellten. Das Mittelmeer selbst stand bereits mit dem Atlantik in Verbindung. Das nordalpine Molassebecken war Teil einer dieser Meeresstraßen, die die Zentrale Paratethys über das Rhone-Becken mit dem westlichen Mittelmeer verband („Burdigalian Seaway“).
Mikropaläontologische und isotopengeochemische Parameter weisen darauf hin, dass der Ablagerungsraum stark von aufsteigenden, kalten und nährstoffreichen Tiefenwässern charakterisiert war. Die Wassertemperatur an der Meeresoberfläche lag im Mittel nur bei 10–14 °C. Dieses, für eine relativ schmale Meeresstraße wie das nördliche Molassebecken eher untypische, Upwelling wurde durch vorherrschende Windrichtungen und Gezeitenströmungen ausgelöst und die, von tektonischen Störungen überprägte, steil abfallende Küstenlinie der Böhmischen Masse begünstigt. Die Gesamtsituation lässt sich mit den rezenten Verhältnissen im Santa-Barbara-Kanal vor der Küste Kaliforniens vergleichen.
Die nährstoffreichen Tiefenwässer waren Grundlage für den fossil nachgewiesenen Fischreichtum im Lebensraum von Ostarriraja.